# زاك فليشمان
زاك فليشمان (بالإنجليزية: Zack Fleishman)‏ مواليد 17 مارس 1980 في سانتا مونيكا، هو لاعب كرة مضرب أمريكي سابق بدأ مسيرته كمحترف سنة 2000 وكان يلعب باليد اليمنى، اعتزل اللعب في 2011. أعلى تصنيف له في الفردي كان المركز الـ 127 في سنة 2007. أعلى تصنيف له في الزوجي كان المركز الـ 254 في سنة 2002.

## روابط خارجية
- زاك فليشمان على موقع رابطة محترفي التنس (الإنجليزية)
- زاك فليشمان على موقع الاتحاد الدولي لكرة المضرب (الإنجليزية)
- زاك فليشمان على موقع خلاصة التنس.كوم (الإنجليزية)
- زاك فليشمان على موقع إي إس بي إن.كوم (الإنجليزية)